# Salzedas
Salzedas é uma vila portuguesa sede da Freguesia de Salzedas do Município de Tarouca, freguesia com 8,92 km² de área e 651 habitantes (censo de 2021), tendo, assim, uma densidade populacional de 73 hab./km².
Apesar do seu estatuto oficial de vila, e de o território da freguesia fazer parte da Região Demarcada de Távora-Varosa (especializada em vinho espumante) e não da Região Demarcada do Douro, Salzedas faz parte da «Rota das Aldeias Vinhateiras do Douro».
Situada na margem direita do rio Varosa, afluente do Douro, tem como principal atividade económica a agricultura (vinho, azeite, baga de sabugueiro, milho, centeio, batata e árvores de fruto).
Distando cerca de 10 km de Tarouca (sede do município), a Freguesia de Salzedas é formada pelas povoações de Cortegada, Covais de Cima, Meixedo, Murganheira, Salzedas (sede) e Vila Pouca.
A povoação de Salzedas foi elevada à categoria de vila em 1995.

## História
A sua origem remonta ao século XII, tendo aí sido construído o mosteiro cisterciense de Santa Maria de Salzedas por ordem de D. Teresa Afonso, esposa de Egas Moniz. Chegou a ser um dos maiores e mais ricos mosteiros portugueses, detentor de um biblioteca notável.
Pertenceu ao concelho de Ucanha até à sua extinção por força do Decreto de 6 de novembro de 1836, altura em que passou a integrar o concelho de Mondim da Beira. Com a posterior extinção deste (Decreto de 26 de Junho de 1896), passou a pertencer ao concelho de Armamar, e depois (Decreto de 13 de Janeiro de 1898), ao concelho de Tarouca, situação que se mantém.

## Demografia
Nota: Nos anos de 1864 a 1890 pertencia ao concelho de Mondim da Beira, extinto por decreto de 26/06/1896.
A população registada nos censos foi:
| Distribuição da População por Grupos Etários | Distribuição da População por Grupos Etários | Distribuição da População por Grupos Etários | Distribuição da População por Grupos Etários | Distribuição da População por Grupos Etários |
| -------------------------------------------- | -------------------------------------------- | -------------------------------------------- | -------------------------------------------- | -------------------------------------------- |
| Ano                                          | 0-14 Anos                                    | 15-24 Anos                                   | 25-64 Anos                                   | > 65 Anos                                    |
| 2001                                         | 151                                          | 154                                          | 434                                          | 122                                          |
| 2011                                         | 116                                          | 87                                           | 403                                          | 161                                          |
| 2021                                         | 75                                           | 70                                           | 326                                          | 180                                          |

## Economia
O setor económico primordial é o primário. A agricultura, especialmente a vitivinicultura, é a principal forma de subsistência das populações. No caso de Salzedas, destaca-se o vinho de mesa da Murganheira, produzido pela Adega Cooperativa de Salzedas - Murganheira, que tem recebido muitos prémios.

## Património
Atualmente representa um ponto turístico onde se destaca o Mosteiro (monumento nacional), a antiga Judiaria (conjunto de casas da época medieval), os miradouros/Locais de Culto de Santa Bárbara e Senhora da Piedade e a ponte Românica de Vila Pouca, situada num dos locais mais pitorescos e recatados do rio Varosa.
- Mosteiro de Santa Maria de Salzedas
- Conjunto de casas da Judiaria antiga

## Cultura
Existe um grupo de Cantadores de Janeiras.